# Kinura
Kinura est un jeu d'orgue, de la famille des jeux d'anches solistes à corps très court. Principalement utilisé dans l'orgue de cinéma.

## Exemples
Orgue Wurlitzer Style 260, Regent Theatre, Brisbane, III/P 15 rangs : Kinura 8 
Orgue Midmer-Losh, Atlantic City, VII/P : Kinura 8' au Great-Solo (Woodwind division) 